# Fotbalul în Republica Moldova
Fotbalul este cel mai popular sport din Republica Moldova. Organul conducător al fotbalului din țară este Federația Moldovenească de Fotbal, care este membră afiliată la FIFA și UEFA.

## Istorie

### Începtul
Deși Republica Moldova a devenit oficial stat independent abia în anul 1991, fotbalul în Basarabia este practicat de mai bine de un secol. Data atestării primului meci de fotbal la Chișinău este 22 august 1910. Pe platoul Gimnaziului de băieți din Chișinău, s-a jucat partida dintre echipa gimnaziștilor și liceenilor din Chișinău cu cea a Gimnaziului nr. 2 din Odesa. Scorul a fost de 22-0 în favoarea oaspeților odesiți.

### Campionatul României, perioada interbelică
La 23 septembrie 1923, sub direcția lui Gh. I. Dimitriu, la Chișinău apărea periodicul „Sport. Revistă sportivă și literară“.
În anii 1920, multe dintre știrile sportive din Basarabia au apărut în cotidianul „Comedia“, dedicat artelor spectacolului și sportului. Acest lucru se datora unui corespondent local, P. Crihan, care semna uneori cu pseudonimul Rex-Ball. Fiind arbitru de fotbal, acesta prezenta și cronicile partidelor la care asista. Tot P. Crihan încercase să popularizeze, printr-un articol apărut în revista „Școala“, mișcarea cercetașilor, ce îmbina pregătirea premilitară cu excursiile culturale și jocurile sportive.
Începând cu anul 1924, echipele basarabene au fost prezente în campionatul României. La 5 octombrie, cinci echipe din Chișinău au dat startul competiției regionale: „Mihai Viteazul Chișinău”, „Unitas”, „Sporting”, „Maccabi” și „Regimentul Căii Ferate Române”, redenumit peste câteva luni în „Fulgerul”, care a devenit și prima câștigătoare. Ulterior, echipa a participat în fazeze superioare, iar în ediția 1925-1926 a ajuns până în semifinalele campionatului României. În acea perioadă în componența Fulgerului erau vedete jucătorii străini: Mihai Tänzer și Adalbert Ströck. Mihai Viteazul, spre deosebire de „Fulgerul”, a fost una dintre echipele basarabene autentice. Apărută în 1920, în 1924 ea era deja cea mai bună și cea mai iubită echipă a regiunii. Cu „tripleta Vâlcov“, formată din frații Colea (1909-1970), Petea (1910-1942) și Volodea (1916-1952), Mihai Viteazul reprezenta de fapt Basarabia în campionatul României, organizat pe atunci în sistem cupă și nu ligă. După un meci jucat la Chișinău contra celebrei echipe Venus București, frații Vâlcov au fost transferați la București. Apoi, Petea a murit pe front, Volodea a murit de tuberculoză, iar Colea a devenit antrenor, conducând ulterior chiar și echipa națională de fotbal a României. De patru ori cluburile basarabene au reușit să ajungă printre cele mai bune patru echipe românești: în anii 1925 și 1926 – prin „Fulgerul”, iar în anii 1928 și 1930 prin echipa „Mihai Viteazul”.
Mai târziu, echipele basarabene au făcut parte din liga de est a României împreună cu cele din Bucovina (1930-1932), mai apoi intrând în vigoare sistemul divizionar al campionatului. Treptat, apar noi echipe, printre care „Mihai Viteazul Tighina”, „Maccabi Bălți”, „Traian Tighina” ș.a. Mulți jucători basarabeni au evoluat în acea perioadă pentru echipele bucureștene și selecționatele Bucureștiului și a României. Cum a fost cazul fraților Vâlcov de la Bolgrad - Petea, Volodea și Colea – fotbaliști emblematici ai perioadei interbelice.
La sfârșitul anilor 1930, la Ripensia Timișoara s-a lansat în fotbal un alt basarabean talentat, Nicolae Simatoc, care în perioada sa de glorie era să joace la Inter Milano între 1947-1949 (17 meciuri, 3 goluri), la Brescia Calcio 1949-1950 (30 de meciuri, 8 goluri) și la FC Barcelona între 1950-1952 (34 de meciuri, 2 goluri). Cu Barcelona, acesta avea să câștige titlul de campion al Spaniei în 1952, două Cupe ale Spaniei în 1951 și 1952.

### Perioada sovietică
În 1940 s-a jucat Cupa Moldovei cu participarea reprezentativelor orașelor Chișinău, Bălți, Orhei, Bender, Cahul și Călărași. Finala se jucase între Chișinău și Cahul (militari ruși staționați acolo), fiind câștigată de chișinăuieni cu 5-0. Partida a fost rejucată din cauza contestării și din nou a fost câștigată de echipa Chișinăului cu același scor de 5-0. În 1945, Chișinăul, reprezentat de Dinamo, câștiga campionatul și Cupa Moldovei. Unele surse datează apariția echipei cu 1940, grație lui Arcadie Hofman, dar apariția oficială în fotbalul sovietic este consemnată la data de 16 mai 1947. În 1946 se înființează Spartak Chișinău, care este admisă în campionatul Ucrainei, zona sudică, a treia grupă valorică. După 1950, Dinamo Chișinău era să fie redenumită pe rând în Burevestnik, Moldova, Avântul, Nistru și într-un final Zimbru Chișinău. Echipa participase în diferite divizii valorice ale Campionatului URSS, inclusiv în Liga Superioară a URSS, unde a jucat în intervalul 1956-1964 (9 ani consecutiv), în 1974 și 1983. Cea mai înaltă poziție în clasament a fost locul 6, în 1956. În Cupa URSS cea mai bună performanță a fost accederea în sferturile de finală în anul 1963.
Până la obținerea independenței, echipe din șase orașe au reprezentat republica în campionatul fostei Uniuni Sovietice, unele schimbându-și denumirile pe parcurs: Chișinău (Burevestnik, Moldova, Avântul, Nistru, Zimbru – Liga Superioară, Prima Ligă și Liga a Doua), Tiraspol (Pișcevik, Luceafărul, Dnestr, Zvezda, Start, Automobilistul, Tekstilșcik, Tiras, Tiligul  – Liga a Doua, Prima Ligă), Bender (Lokomotiv, Pișcevik, Tighina – Liga a Doua), Comrat (Bugeac – Liga a Doua), Bălți (Zarea – Liga a Doua), Drochia (Speranța – Liga a Doua). Campionatul Moldovei, pe atunci, era o competiție inferioară ca valoare.

### Independența. Un nou început
| Club                   | Titluri de campioană |
| ---------------------- | -------------------- |
| Sheriff Tiraspol       | 13                   |
| Zimbru Chișinău        | 8                    |
| Constructorul Chișinău | 1                    |
| Dacia Chișinău         | 1                    |
| Milsami Orhei          | 1                    |

Ultimul an de existență a Uniunii Sovietice și a campionatului URSS a prins cele două echipe moldovenești din Prima Ligă în ipostaze diferite: Zimbru Chișinău trebuia să retrogradeze în Liga a Doua, iar Tiligul-Tiras Tiraspol s-a calificat în Prima Ligă Sovietică. Nici una, nici alta – nu s-a mai întâmplat. În anul următor a demarat Campionatul Moldovei.
Prima ediție a Campionatului Moldovei la fotbal, cea din 1992, s-a disputat într-un context social-politic complicat – țara era în război, Chișinăul și Tiraspolul luptau pe front, iar echipele de pe ambele maluri ale Nistrului se confruntau în campionat. Au fost cazuri când jucătorii treceau fluviul cu barca, sub gloanțe, pentru a se deplasa la meciuri. Ținând cont de valoarea lotului pregătit pentru Liga Superioară a campionatului URSS, favoriții competiției erau tiraspolenii, Zimbru fiind completată doar cu jucători tineri de la pepiniera proprie. Tiligul și Zimbru au încheiat ambele cu câte 35 puncte la activ, și conform regulamentului trebuia să aibă loc un „meci de aur” decisiv pentru primul loc, dar Zimbru a câștigat competiția pe motiv de neprezentare a adversarului la meci. Astfel, Zimbru a devenit câștigătoarea ediției inaugurale a campionatului Moldovei. De asemenea a câștigat primele cinci sezoane consecutive și opt din primele nouă sezoane ale campionatului Moldovei, seria fiindu-i întreruptă de Constructorul Chișinău în sezonul 1996-1997.
Începând cu sezonul 2000-2001, poate fi constatată o hegemonie a clubului Sheriff Tiraspol, care între anii 2000—2014 a devenit de 13 ori campioană a Moldovei, inclusiv de 10 ori consecutiv, seria fiindu-i întreruptă doar de Dacia Chișinău în sezonul 2010-2011, acesta fiind și unicul titlu al Daciei. În sezonul 2014-2015 Milsami Orhei a câștigat în premieră titlul de campioană a Moldovei, acesta fiind și primul caz când o echipă dintr-un alt oraș decât Chișinău și Tiraspol câștigă titlul în Republica Moldova.
Începând cu sezonul 1993-94, cluburile moldovenești de fotbal, au început să participe în competițiile europene intercluburi. „Fereastra” în Europa a fost deschisă de Zimbru Chișinău, în Cupa UEFA, prin dubla cu Beitar Ierusalim, pierdută la general după 1-1 acasă și 0-2 în deplasare. Pentru Zimbru a marcat ex-vicepreședintele FMF, Radu Rebeja, acesta fiind și primul gol al vreunei echipe moldovenești în competițiile europene. În sezonul 1995/96 Zimbru a ajuns în șaisprezecimile de finală ale Cupei UEFA, iar în campaniile 1999/2000 și 2000/2001 a ajuns până în turul trei preliminar al Ligii Campionilor. Acestea au fost cele mai mari performanțe ale cluburilor din Moldova în Europa până la sfârșitul anilor 2000, când Sheriff Tiraspol a ajuns de trei ori în grupele UEFA Europa League, realizând asta în sezoanele 2009–10, 2010–11 și 2013–14.

## Scandaluri și controverse
În noiembrie 2007, după un meci Zimbru Chișinău 1-0 Rapid Ghidighici, patronul Rapidului, Victor Ostap a agresat arbitrul Veaceslav Banari acuzându-l de modul în care a arbitrat meciul. După acel caz Ostap și-a retras echipa din campionat, ca ulterior în urma unor penalități primite de la FMF, să desființeze clubul complet.
Tot în a doua jumătate a anilor 2000, mai multe voci din fotbalul moldovenesc începuseră să afirme că cluburile tiraspolene FC Tiraspol și Sheriff Tiraspol își truchează meciurile directe dintre ele, acționând de comun acord și că de fapt ar fi conduse din spate de o singură persoană. Acuzațiile au prins intensitate la începutul în anilor 2010.
Astfel, pe 8 aprilie 2013, patronul clubului Olimpia Bălți, Serghei Chiseliov, a declarat ca meciul FC Tiraspol 2–1 Sheriff Tiraspol, care a avut loc două zile mai devreme, a fost trucat.
Peste o săptămână, omul de afaceri Marin Livădaru, care era și finanțator al echipei Iskra-Stali Rîbnița, a venit cu o serie de probe în susținerea acuzațiilor respective, încercând să demascheze ”cooperativa tiraspoleană”. Câteva zile mai târziu, clubul de fotbal Dacia Chișinău, într-un comunicat oficial către FMF își declara susținea demarării unei anchete în cazul celor două cluburi. Pe 18 mai 2013, portalul media fotbalistic „Fotbal.md” a realizat o investigație proprie aducând dovezi documentare prin care se atestă că cluburile FC Sheriff și FC Tiraspol sunt finanțate și conduse de aceeași persoană, Victor Gușan (patronul oficial al FC Sheriff), și că își aranjează din culise rezultatele meciurilor directe.
Livădaru a mers mai departe, depunând sesizări la UEFA și FIFA contra celor două cluburi, iar peste jumătate de an ar fi primit răspuns de la ele, că aceasta este o problemă internă, care trebuie rezolvată în Moldova.
Scandalul cluburilor tiraspolene a fost amplificat de un caz care se derula în paralel — crearea Ligii Profesioniste de Fotbal în Moldova, for ce urma să preia de la FMF sarcinile de organizare a campionatului național. Ideea apăruse în 2011, și a fost susținută de un grup de 6 echipe din Divizia Națională, și anume Zimbru, Dacia, Milsami, Olimpia, Rapid și Costuleni. La celălalt pol erau cluburile Sheriff și FC Tiraspol care se opuneau vehement. Alte patru cluburi nu susțineau crearea Ligii, iar Federația, în lipsa unui consens, a evitat să se implice și să ia vreo decizie, astfel situația intrând în impas, cu toate că UEFA a salutat ideea creării LPF.
Pe 17 martie 2014, după meciul de fotbal Sheriff - FC Tiraspol, terminat de asemenea cu scor 1-2, președintele clubului Dacia Chișinău, Adlan Șișhanov, i-a trimis o scrisoare deschisă președintelui FMF, Pavel Ciobanu, declarând că meciul a fost ”aranjat”, opinie care de altfel a fost împărțită de mai mulți experți în fotbal. În urma acestei sesizări, FMF a decis să înființeze o comisie de analizare a meciurilor suspecte.
La sfârșitul lunii noiembrie 2014, clubul FC Costuleni s-a retras din campionat după 12 meciuri disputate.
În data de 4 decembrie 2014, coducerea clubului Veris Chișinău a decis să retragă echipa din campionatul Moldovei, declarându-se nemulțumită de arbitrajul dintr-un meci recent cu Sheriff Tiraspol în Cupa Moldovei, pierdut cu 0–1. La momentul retragerii echipa se afla pe prima poziție în Divizia Națională 2014-2015. La ședința Comitetului de Competiții al FMF din 5 decembrie 2014, federația a luat act de situție și a definitivat excluderea clubului din campionat. În primele zile din decembrie 2014, după o înfrângere în fața Daciei Chișinău, se vorbea despre retragerea clubului Zimbru Chișinău din campionat; de la echipă au plecat antrenorul Oleg Kubarev și o serie de jucători-cheie, dar echipa și-a continuat evoluția în campionat.
Pe 2 septembrie 2015 Comitetul de Arbitri al Federației Moldovenești de Fotbal l-a suspendat pe viață pe Serghei Derenov din activitatea de arbitru, după ce el a comis mai multe greșeli grave în timpul meciului din etapa a șasea a Diviziei Naționale 2015-2016 dintre Zimbru și Sheriff. Comitetul de Arbitri a recomandat Comitetului Executiv al FMF să rezilieze contractul încheiat cu Derenov, să-l excludă din lista arbitrilor FMF și să solicite retragerea lui din lista arbitrilor FIFA, aceasta fiind cea mai dură pedeapsă acordată unui arbitru moldovean.

## Echipa națională
Echipa națională de fotbal a Moldovei își începe activitatea printr-un meci amical jucat pe 2 iulie 1991, la Chișinău, împotriva naționalei de fotbal a Georgiei. Meciul a fost pierdut cu scorul de 2–4, pe banca tehnică atunci aflându-se selecționer Ion Caras.  Pentru echipa noastră au marcat Alexandru Spiridon și Gheorghe Harea, Spiridon fiind consemnat drept autorul primului gol al selecționatei Moldovei.
Primul meci oficial al Republicii Moldova de asemenea a fost o partidă cu Georgia, jucată pe 7 septembrie 1994, la Tbilisi, sub egida UEFA, contând pentru preliminariile Euro 1996. Meciul a fost câștigat cu scorul de 0-1, marcatorul singurului gol al partidei fiind Igor Oprea.
Deși rezultatele naționalei Moldovei de-a lungul timpului, per total sunt mai degrabă mediocre, sporadic echipa a înregistrat și câteva rezultate individuale bune, printre care pot fi menționate meciul de pe 7 iunie 2003, când Moldova reușea o victorie cu 1-0 în meciul cu Austria, din preliminariile Euro 2004; apoi au fost dou victorii asupra Belarusului: cu 2–1 în 2003 și 2–0 în 2005. Pe 17 noiembrie 2007 Moldova a obținut o victorie răsunătoare cu 3-0 în fața Ungariei, la Chișinău. Meciul conta pentru preliminariile Campionatului European de Fotbal 2008. După acel meci a urmat o serie de rezultate neînsemnate, până la victoria și mai categorică cu 4-1 în fața Armeniei, într-un meci amical jucat în 2009 la Erevan.
În anii 2010, rezultatele Moldovei continuă a fi mediocre. Cu toate astea la finele lui 2012 Moldova a remizat 0–0 cu Ucraina, iar în iunie 2013 1–1 cu Polonia, ambele meciuri jucate la Chișinău. În octombrie 2013 tricolorii zdrobesc Muntenegrul cu scorul de 5-2 în deplasare, cu asta încheind campania preliminară pentru Campionatul Mondial de Fotbal din 2014, unde s-a clasat pe penultimul loc din grupă.

## Sistemul fotbalistic din Republica Moldova
| Nivel | Ligă/Divizie                                       | Ligă/Divizie                                       | Ligă/Divizie                                      | Ligă/Divizie                                      |
| 1     | Super Liga 8 cluburi                               | Super Liga 8 cluburi                               | Super Liga 8 cluburi                              | Super Liga 8 cluburi                              |
| 2     | Liga 1 12 cluburi (inclusiv echipe secunde)        | Liga 1 12 cluburi (inclusiv echipe secunde)        | Liga 1 12 cluburi (inclusiv echipe secunde)       | Liga 1 12 cluburi (inclusiv echipe secunde)       |
| 3     | Liga 2 “Nord” 14 cluburi (inclusiv echipe secunde) | Liga 2 “Nord” 14 cluburi (inclusiv echipe secunde) | Liga 2 “Sud” 12 cluburi (inclusiv echipe secunde) | Liga 2 “Sud” 12 cluburi (inclusiv echipe secunde) |